# Chotovinský potok

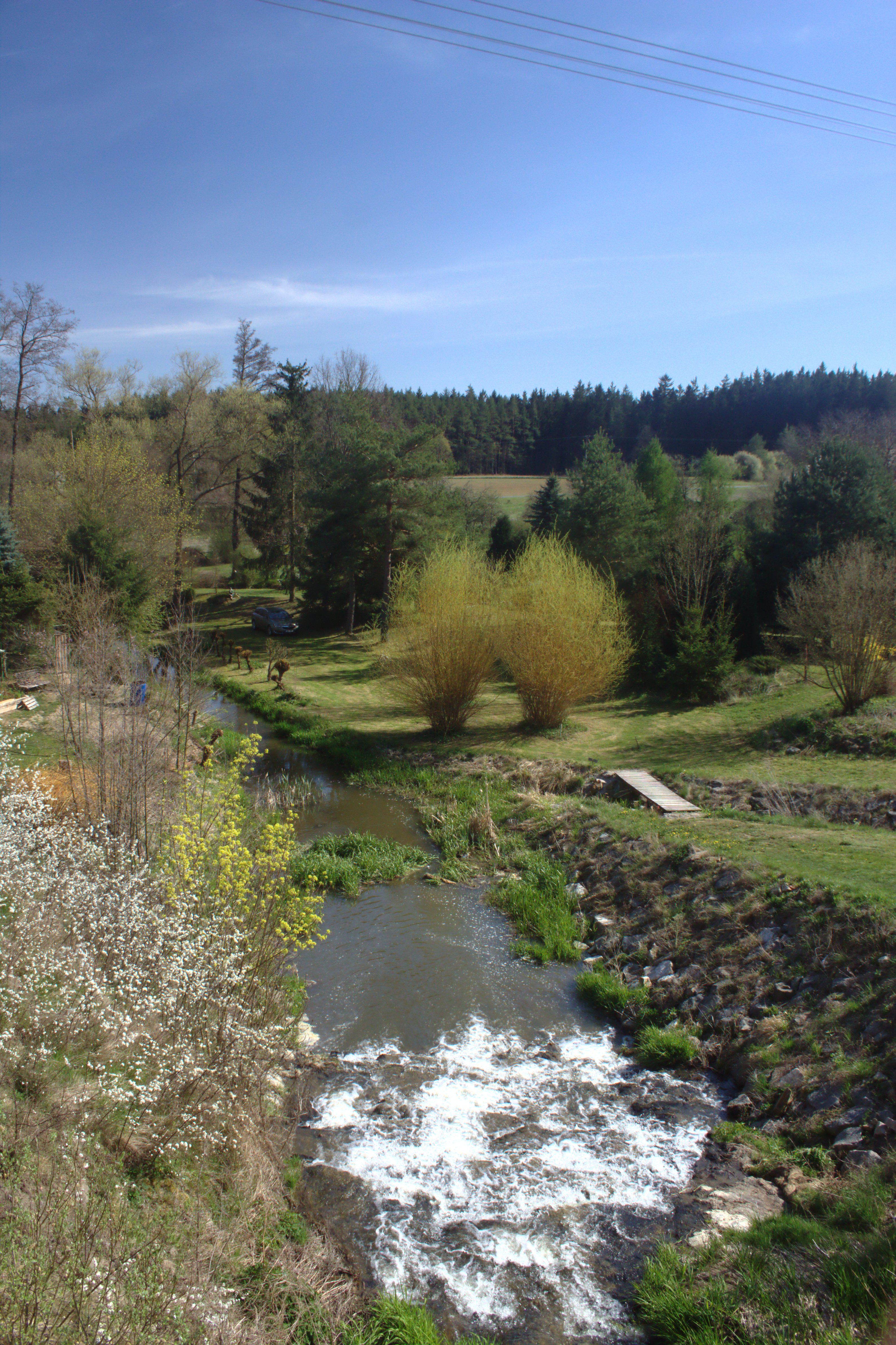
Potok pod Podolským rybníkem

Chotovinský potok, posledních 6 km také zvaný Kozský potok, je potok ve Středočeském a Jihočeském kraji, pravostranný přítok řeky Lužnice, který odvodňuje malé území na jihu okresu Benešov a severovýchodní část okresu Tábor. Přivádí k Sezimovu Ústí vody od severu (od Chotovin) a východu (od Turovce). Délka toku činí 33,6 km. Plocha povodí měří 213,6 km².

## Průběh toku
Pramení jako Chotovinský potok zhruba 15 km severně od Tábora u vsi Lažany v okrese Benešov. Po větší část své cesty teče zhruba jihovýchodním směrem přes Mitrovice (za nimi vtéká do okresu Tábor), Hoštice, Podolí (nad touto vsí protéká velkým Podolským rybníkem), za vsí Vřesce přijímá zprava Jeníčkolhotský a zleva Ratibořský potok, u osady Stříbrné Hutě míjí přírodní památku Stříbrná Huť s výskytem chráněné mokřadní rostliny ďáblíku bahenního, obrací svůj běh k jihozápadu a protéká Zárybničnou Lhotou. Krátce nato, na zhruba 25. km od svého počátku, přibírá zprava Stříbrný a zleva Turovecký potok. Od tohoto soutoku po zbývajících 6 km nese označení Kozský potok, i když názvu Chotovinský se pro celý tok také užívá. Potok dále míjí Kozský mlýn, za nímž nad levým břehem stojí zřícenina Kozí Hrádek, památná pobytem Mistra Jana Husa, o kilometr níže, krátce před Sezimovým Ústím přijímá zleva vody z rybníků Jezero, Starý Kravín a Lišák a také z Lučního rybníka a Nového Kravína. Na samém okraji města Sezimovo Ústí je k jihu obrácená stráň na pravém břehu Kozského potoka kvůli výskytu chráněných teplomilných druhů rostlin, hmyzu a plazů vyhlášena jako přírodní památka Luna. Potok v těchto místech míří západním směrem nad Sezimovo Ústí II., dále pod železniční trať Tábor – České Budějovice a k silnici E55, před ní se stáčí na jih a asi po 500 m se prudce otočí vpravo do Sezimova Ústí I. Za vilou, rozsáhlým parkem a zahradou s hrobkou druhého prezidenta ČSR dr. Edvarda Beneše se zprava vlévá do Lužnice. 

### Větší přítoky
- Stříbrný potok pramení zhruba 1 km jižně od Jeníčkovy Lhoty, protéká vsí Hlinice, přibírá zprava Smyslovský potok a napájí známý rekreační Knížecí rybník, potom míří k soutoku;
- Turovecký potok pramení na svahu vrchu (620 m n. m.) nedaleko Prasetína, je přibližně 20 km dlouhý; teče přes obce Hroby a Nuzbely, přes Borovský mlýn a u hájenky Doubrava přijímá zprava Hrobský potok; napájí velký Turovecký rybník a za ním rybníky Ratajský a prostřední, zprava přijímá Novoveský potok a pak míří k soutoku;